# Richard-Wagner-Straße 23 (Mönchengladbach)

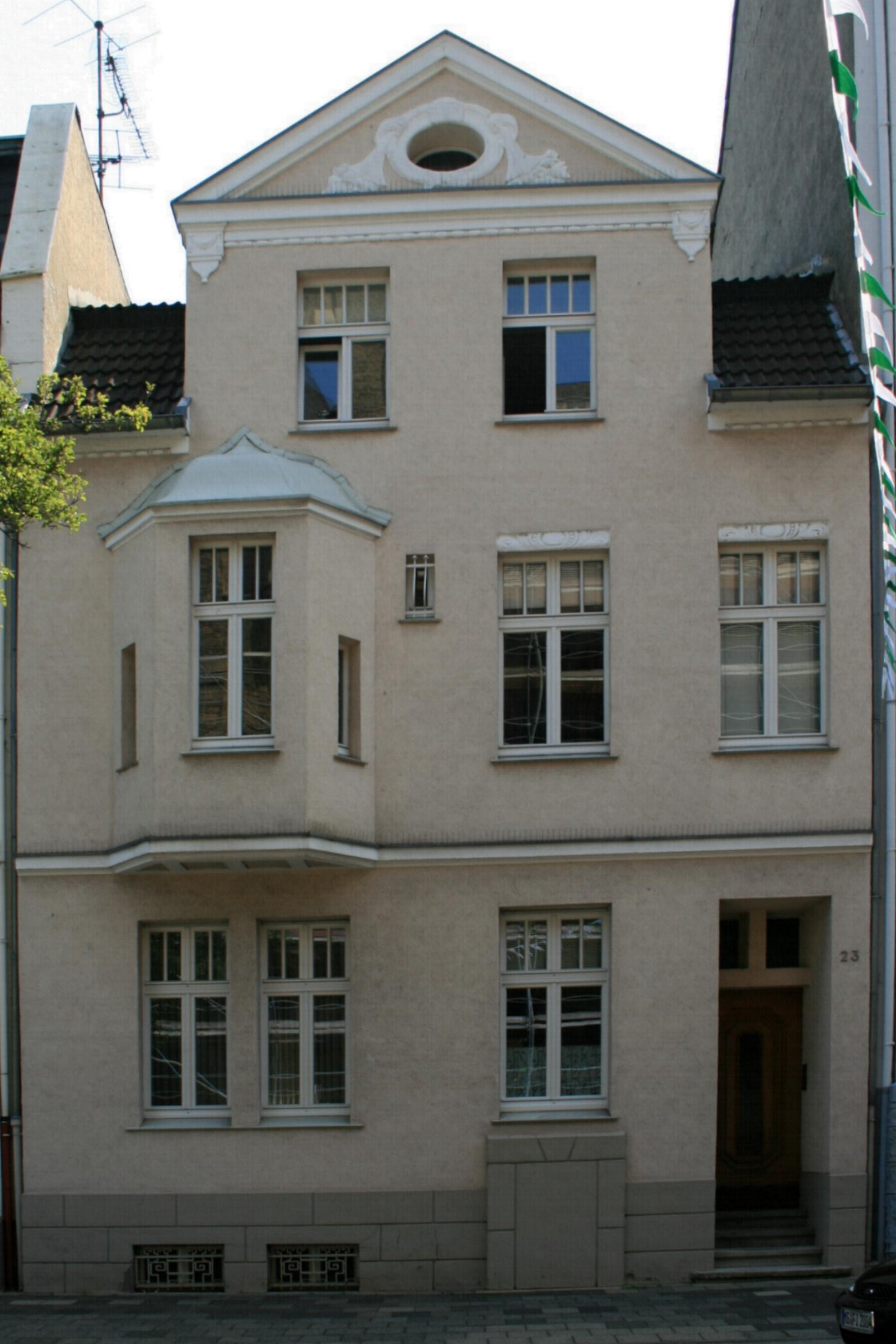
Wohnhaus (2010)

Das Wohnhaus Richard-Wagner-Straße 23 steht in Mönchengladbach (Nordrhein-Westfalen) im Stadtteil Dahl.
Das Gebäude wurde 1911 erbaut. Es wurde unter Nr. R 036 am 26. Januar 1989 in die Denkmalliste der Stadt Mönchengladbach eingetragen.

## Lage
Das Haus Nr. 23 entstand im Jahre 1911 und gehört zum Teilabschnitt Nr. 17 bis Nr. 35 der Richard-Wagner-Straße, die auch heute noch historische städtebauliche Züge aufweist.

## Architektur
Das zweigeschossige Gebäude wird von einem Mansarddach und einem  Giebelfeld überdeckt. Dieses nahezu komplett erhaltene Wohnhaus stellt ein Dokument aus der Entstehungszeit der Hermgeser Pfarre dar. Aus vorwiegend städtebaulichen Gründen liegt eine Unterschutzstellung im öffentlichen Interesse.